# ぎょしゃ座パイ星
ぎょしゃ座π星（ぎょしゃざパイせい、π Aur / π Aurigae）は、ぎょしゃ座の方角にある恒星である。2等星であるぎょしゃ座β星の北、赤緯+1°に見える。
ぎょしゃ座π星はM型の輝巨星で、地球からは約750光年離れている。不規則型の脈動変光星に分類され、明るさは+4.24等級から+4.34等級まで変化する。